# 益湛铁路
益湛铁路是中国一条连接湖南省益阳市与广东省茂名市的铁路，又称洛湛铁路。北起益阳市，经湖南省常德市、益阳市、娄底市、邵阳市、永州市，广西壮族自治区贺州市、梧州市，至广东省茂名市。益湛铁路是中西部地区至华南地区及沿海地区深水港口的重要出海通道，是中华人民共和国铁路运输的“八纵八横”铁路干线之一大（同）湛（江）通道之一段。益湛铁路通道与京广、京九、成昆铁路共同构成中国铁路纵向路网骨架，从而缓解焦柳铁路南段和京广铁路南段的运能紧张状况，同时形成中西部地区通往华南各港口的重要出海通道。

## 线路构成
益湛铁路实际修建路段为益阳东站至娄底站、邵阳站至马路圩站、马路圩站至茂名东站（前称电白站）四段，娄底站至邵阳站区间使用娄邵铁路既有线。
益湛铁路施工时期曾使用洛湛铁路名称。其中关林站至石门县北站区间为焦柳铁路，石门县北站至益阳东站区间为石长铁路。
益湛铁路湖南段总长321公里，投资41.5亿元，属广州铁路集团运营。广西段线路经过南岭山脉中段紫金山、大桂山、小平山三大分水岭，跨越潇水、贺江、桂江、浔江等河流，总长380公里，投资约84亿元，属南宁局集团管辖。广东境内的马路圩到茂名东站区间线路属广州局集团管辖。

## 修建历史
2000年12月27日益阳至永州段开工。2004年12月15日全线开工。2006年益阳至永州段开通，当时称为益永铁路。2008年12月31日广西段贯通，2009年7月1日开行货车，同年9月9日开行客车。
益湛铁路全线通车，这标志着中国“八纵八横”铁路网建设顺利实现，也标志着中国铁路“八纵”中最后“一纵”正式通车。

## 与其它铁路线的连接
- 益阳东站：石长铁路
- 娄底站：沪昆铁路
- 永州站：衡柳铁路、湘桂铁路
- 岑溪站：罗岑铁路
- 马路圩站：马玉铁路
- 茂名东站：广茂铁路